# Steder i Harry Potter-universet
Den følgende liste er en oversigt over steder i Harry Potter-universet. Disse fiktive steder eksisterer kun i J.K. Rowlings romanserie Harry Potter.

## Boliger

### Familien Malfoys herregård
Familien Malfoys herregård er et mondænt palæ, hvor den rige aristokratiske familien Malfoy bor. Den består af Lucius, Narcissa og Draco Malfoy. Senere kommer Bellatrix Lestrange, der er Narcissas søster, også til herregården. I Fønixordenen bliver det nævnt at herregården ligger et sted i Wiltshire. Tidligere var husalfen Dobby tilknyttet stedet, men Harry snyder Lucius til at frigive ham. En stor smedejernsport og en lang indkørsel fører op til hovedhuset. Bygningen har en hall og en stor dagligstue med en krystallysekrone og portrætter hængende på de mørkviolette vægge. Der er en kamin med et stort forgyldt spejl over. En trappe fører ned til kælderen. Bag en stor tung dør, der åbnes med et let slag med en tryllestav, er et fangehul.
Lord Voldemort bruger stedet som hovedkvarter i mindst et tilfælde i Dødsregalierne. Familien Malfoy virker dog ikke åbenlyst begejstrede for dette arrangement, hvilket Voldemort bemærker. Kun Bellatrix lader til at være ovenud lykkelig for, at Voldemort er der. Familien bliver fanger i deres eget hjem og lever i frygt for deres liv. I løbet af Dødsregalierne bliver indtil flere personer holdt som fanger på Voldemorts ordre i herregårdens kælder. Disse er Luna Lovegood, Dean Thomas, nissen Griphook og Hr. Ollivander. De undslipper alle med Dobbys hjælp. De fire beboere af huset bliver herefter sat i husarrest af Voldemort og bliver til sidst sat til at kæmpe med de andre Dødsgardister i Slaget om Hogwarts.

### Godricdalen
Godricdalen er en landsby i det sydvestlige England. Da Hogsmeade er den eneste rendyrkede troldmandslandsby i Storbritannien, må der også være mugglere blandt indbyggerne i Godricdalen. Landsbyen var James og Lily Potters hjem og gemmested til de blev myrdet af Voldemort d. 31. oktober 1981. Det var ved samme lejlighed, at Harry fik sit berømte ar, der er formet som et lyn.
James Potters familie har boet i Godricdalen i generationer, og den for længst afdøde grundlægger af Hogwarts, Godric Gryffindor, boede også i byen, der er opkaldt efter ham.
Harry, som insisterer på at besøge sine forældres gravsteder på landsbyens kirkegård, besøger stedet sammen med Hermione Granger i Dødsregalierne. Her opdager de, at kirkegården har mange berømte troldmænd og hekse. Den mest berømte er Ignotus Peverell, men også Potter-familien og Dumbledores familie ligger begravet der. Voldemort har ventet Harry og Hermiones ankomst, og de når kun at flygte fra hans baghold på et hængende hår.
På byens torv er en mindestatue, der forvandler sig til et monument for James, Lily og Harry, når en heks eller troldmand nærmer sig, og der ikke er mugglere i nærheden.
Resterne af familien Potters hus er også bevaret, og det er også usynligt for mugglere. Det ligger til venstre i slutningen af hovedgaden, og mange har efterladt beskeder på havelågen til Harry og hans forældre, hvor de begræder tabet af James og Lily, glæder sig over Voldemorts fald eller kommer med opmuntrende beskeder til Harry.

### Grumsted Plads nr. 12
Grumsted Plads nr. 12 er adressen på Familien Blacks hjem i London. Det bliver nævnt første gang i Fønixordenen.
I huset findes bl.a. et sort vægtæppe med familien Blacks stamtræ og et enormt portræt af Walburga Black, Sirius' mor. Den ældgamle og komplet skøre husalf Kræ, der er loyal overfor portrættet af Fru Black, bor der også. Flere andre portrætter af familiemedlemmer hænger rundt om i huset, bl.a. Phineas Nigellus Black, der engang var rektor på Hogwarts, og formåede at blive den mest upopulære rektor nogensinde. Trappegangen er "pyntet" med hovederne fra tidlige husalfer, der er lavet til skrumpehoveder og sømmet fast til væggen. De blev hængt op der, når de var for gamle til at bære en tebakke.
Der er flere etager i bygningen, og øverst er der et loft, der er stort nok til, at Stormvind kan bo der. I indgangshall'en hænger billedet af Fru Black, og på samme etage ligger et stort køkken. Kræ sover under fyret i skabet bag køkkenet. Der er flere soveværelser, og i et af dem hænger billedet af Nigellus Black. Rundt omkring i skuffer og skabe er der utallige gamle antikviteter, hvor nogle af dem er fortryllede og aggressive.
Der er talrige sikkerhedsforanstaltninger på Grumsted plads: der er en anti-transferens besværgelse, det er uplacerbart på et kort, det er skjult for mugglere og andre uvedkommende. I den syvende bog bliver det nævnt, at naboerne for længst har accepteret at man har lavet en fejl, da man nummererede ejendommene, da numrene går lige fra 11 til 13.
Huset er så sikkert som noget magisk hjem kan være, og kan huse et stort antal mennesker. Derfor bliver det valgt som hovedkvarter for Fønixordenen, da Sirius tilbyder det til Ordenen. Da det bliver lavet til hovedkvarter for Fønixordenen bliver der lavet yderligere sikkershedsforanstaltninger. Bl.a. kan kun magiske personer se huset, og kun hvis de har fået fortalt, hvor det befinder sig af Hemmelighedsvogteren selv.
Fordi Sirius var den sidste tilbage i slægten, og han var i fængsel i mange år, har huset fået lov at forfalde. Da han kommer tilbage er huset mørkt, ubehageligt og der ligger et tykt lagt støv overalt. Harry arver huset efter Sirius i starten af Halvblodsprinsen, men han donerer det til Fønixordenen, da han ikke vil have nogen forbindelse med det sted, hvor Sirius følte sig fanget og ubrugelig før sin død.
I Dødsregalierne bliver det skjulested for Harry, Ron og Hermione, mens de gemmer sig for Voldemort. Harry mister huset til Voldemort, da Yaxley holder fast i Hermione da hun prøver at flygte ved at transferer væk. Uheldigvis kaster hun Dødsgardisten af sig ved Grumsted Plads, og tvinger på denne måde Yaxley til at se huset, således at det ikke længere er et sikkert sted at gemme sig for Voldemort.

### Ligustervænget
Ligustervænget er en vej i Little Whinging. Vejen ligger i et respektabelt og dybt kedsommeligt forstadskvarter med fuldstændigt ensartede typehuse. I nr. 4 bor Harrys tante og onkel, Petunia og Vernon Dursley, samt deres søn Dudley. Harry opvoksede her efter, at professor Dumbledore og professor McGonagall med Hagrids hjælp overlod den spæde Harry til at bo hos sin nærmeste familie, efter at hans forældre blev myrdet af Lord Voldemort.
Efter han starter på Hogwarts tilbringer han kun sommerferien på Ligustervænget. Alle naboerne kigger skævt til Harry, navnlig efter at han starter på Hogwarts. Arabella Figg, som bor to gader fra Ligustervænget i bøgerne (men lige overfor i filmene) kender til Harrys magi, da hun er en fuser og medlem i Fønixordenen. Hun er blevet placeret i Little Whinging af Dumbledore, for at holde øje med Harry. I Fønixordenen afslører Dumbledore at der er en grund til at Harry skal tilbage til Ligustervænget hvert år.
Selve huset er et fint stort hjem med i to etager. Stueetagen har en hall, køkken, toilet, spisestue og opholdstue. Desuden er, der et pulterrum under trappen, hvor Harry boede de første 10 år af sit liv. Ovenpå er der fire værelse og et toilet med bad. Oprindeligt havde Dudley to værelser ovenpå, men efter at Harry finder ud af at han skal på Hogwarts, får han det mindste af værelserne til Dudleys store utilfredshed. Huset har flere skorstene, og mindst en af pejsene (den i stuen) har elektrisk ild.
I den engelske udgave af bogen hedder vejen Privet Drive.
I virkelighedens Danmark har følgende byer veje, med navnet "Ligustervænget": Dalum ved Odense, Funder ved Silkeborg, Egeskov ved Fredericia, Juelsminde, Nyborg, Ringsted og Virum.

### Lille Galgeby
Lille Galgeby er en mugglerby, der er mest kendt for at være hjemstedet for Voldemorts forfædre samt stedet, hvor han genopstod i Harry Potter og Flammernes Pokal.
Byen bliver nævnt allerede i bog nr. 4, men bliver først beskrevet i Harry Potter og Halvblodsprinsen. Den ligger i en dal, omgivet af stejle bakker, ikke langt fra St. Galgeby. Byen har en lille kro kaldet "Galgesvingeren" Hævet over byen ligger på den ene side kirken, kirkegården og Villa Gåde, der tidligere var det fineste hus i byen og familien Gådes hjem. Det optræder i det første kapitel af Flammernes Pokal, hvor Frank Bryce bliver dræbt. På dette tidspunkt er huset forfaldent og overgroet af slyngplanter.
Mens Romeo Gåde Jr. gik på Hogwarts myrdede han sin far og bedsteforældre i huset.
På den anden side af dalen, er den eneste bolig tilsyneladende det lille hus, hvor de fattige og asociale efterkommere af Salazar Slytherin Familien Barsk bor. Det ligger i et buskads nær ved den bugtede vej ud af dalen. i Flammernes Pokal kæmper Voldemort og Harry mod hinanden på kirkegården. Byen ligger omkring 300 km fra Little Whinging, Surrey.

### Little Whinging
Little Whinging er en by i Surrey syd for London. Rowling designede givetvis denne by som et stereotyp satellitby i Londons pendlerbælte, til at danne modsætning til den spændende og anderledes Hogwarts skole for Heksekunstner og Troldmandskab.
I byen ligger Ligustervænget, hvor Harrys onkel og tante bor. Det er her Harry vokser op, og ligeledes i Little Whinging at han tilbringer en del af sine sommerferier, når han ikke kan være på Hogwarts.

### Muslingehytten
Muslingehytten er det hus, som Bill og Fleur flytter ind i, efter de er blevet gift i Dødsregalierne. Det ligger ud til vandet med udsigt over stranden. Hytten tjener som skjulested for Harry, Hermione, Ron, Luna, Dean Thomas, Hr. Ollivander og nissen Griphook efter det lykkes dem at flygte fra Malfoy Manor. Dobby bliver begravet i baghaven, da han dør af den kniv, som Bellatrix har kastet. Harry indgraverer på hans gravsten med en tryllestav: Her hviler Dobby, en fri alf.

### Spinderstrædet
Spinderstrædet er den gade, hvor Severus Snape bor, når han ikke arbejder på Hogwarts. Det er et mugglerkvarter og det er en af mange identiske gader. Det ligger tæt ved en beskidt flod, og på flodbredden flyder det med affald.
Snapes hoveddør åbner direkte ind i stuen, der er mørk og fyldt med bøger. Der er antikke møbler og en støvet stearinslyslampe hænger ned fra loftet. En skjult dør leder til en smal trappe, der går ovenpå. Spinderstrædet optræder første gang i Halvblodsprinsen hvor Narcissa Malfoy] og Bellatrix Lestrange besøger Snape. I Dødsregalierne bliver det afsløret at Snape også boede der som barn, samt at Lily Evans og Petunia Evans boede i samme by.
Man får at vide i Halvblodsprinsen at Ormehale også bor i huset som tjener, Ormehale bor på et værelse med en trappe op hvor væggene er smalle.

### Vindelhuset
Vindelhuset er Familien Weasleys hjem, der ligger uden for en lille landsby ved navn St. Odderby. Det ligger også i nærheden af familien Lovegood og familien Diggory. Vindelhuset bliver brugt som hovedkvarter for Fønixordenen i Harry Potter og Dødsregalierne, hvor det bliver beskyttet af talrige besværgelser. Huset har 7 etager og ligner mest en kostald, der er blevet bygget til i alle retninger. Det er bygget af kampesten og bindingsværk, og er så kroget at det bliver holdt oppe med magi. Selvom huset er slidt og gammelt bemærker Harry allerede ved sit første besøg der, at det er det bedste hus han nogensinde har været i, og det bliver hans næstbedste sted universet (næstefter Hogwarts). Til huset hører en lille plantage, der er så godt gemt for mugglere at man kan spille quidditch der, hvis bare man passer på ikke at flyve for højt over trækronerne og ikke bruger rigtige quidditch-bolde, da der er fare for, at det bliver væk.
Til huset er en stor tilgroet have, der mest får lov at passe sig selv. Der går brune høns frit rundt på gårdspladsen, og i haven lever et stort antal havenisser. I Vindelhuset findes også et Uret hos Familien Weasley, der ikke viser klokken, men i hvilken situation hvert familiemedlem er i. Der er en viser til hver af Weasley’erne.
Ron har et værelse øverst oppe lige under loftet, hvor der bor et gammelt genfærd.
Der er også en garage hvor Hr. Weasley gemmer alle sine mugglerting, og hvor familiens bil også har stået.

## Skoler

### Beauxbatons
Beauxbatons Magiakademi (fransk Académie de Magie Beauxbâtons) er en skole for magi, der bliver introduceret i Harry Potter og Flammernes Pokal. Skolen ligger i Frankrig og er mindst 700 år gammel, da den første gang deltog i Turneringen i Magisk Trekamp på det tidspunkt. Skolens våbenskjold er to korslagte tryllestave, der hver udsender tre stjerner.
Eleverne på Beauxbatons følger meget strikse regler, hvor det bliver noteret hvordan de bl.a. opfører sig over for deres lærere (alle eleverne rejser sig, når deres lærer kommer ind), hvilket er bemærkelsesværdigt anderledes end på Hogwarts. Skolen følger også et andet eksaminationssystem end Hogwarts: her tager man sine vigtige eksamener på 5. og 7. år, mens man på Beauxbatons tager alle eksamener på 6. år. På denne måde minder skolen om de franske folkeskoler.
Akademiet har til huse i et glitrende palads. Maden er, ifølge Fleur Delacour, yderst delikat. Eleverne bærer mørkeblå og grå skoleuniformer i silke. I stedet for rustninger, som der er på Hogwarts, er skolen udsmykket med isskulpturer, der glitrer som diamanter. Op til jul bliver de opstillet hele vejen rundt i spisesalen.
I filmen bliver der kun vist piger fra skolen, men i bogen er skolen både for piger og drenge, ligesom Hogwarts er det. Det ses bl.a. ved at tvillingerne Parvati og Padma Patil fra Hogwarts bliver spurgt om at følges til Juleballet af to drenge fra Beauxbatons.
Beauxbatons betyder i bogstaveligste forstand "smukke pinde" på fransk, men kan oversættes til "smukke tryllestave". Skolens våbenskjold er to korslagte tryllestave, der hver udsender tre stjerner.
Skolen bliver nævnt i bogen En kritisk gennemgang af Magiske Uddannelsessteder i Europa. Rektoren på Beauxbatons er halvkæmpen Madame Maxime. Beauxbatons vil helst forblive skjult for omverdenen, så ingen kan stjæle deres hemmeligheder. Hagrid nævner dog i Fønixordenen at skolen ligger længere nede i Frankrig end Dijon.

### Castelobruxo
Castelobruxo (udtalte Cass-tell-o-broo-sho) er en Sydamerikansk skole, der ligger i Brasilien. Det er uvist, hvor præcis den ligger, men for mugglere ligner den ruiner. I virkeligheden ligner den et gyldent tempel.
Skolen bevogtes af små driksle væsner kaldet Caipora. Skolens er specialiseret i magizologi og botanik. Eleverne bærer grønne uniformer. Blandt de berømte elever fra skolen er Libatius Borage (forfatter til flere eliksirbøger) og João Coelho (kaptajn for et professioneltl Quidditch-hold.) 
I Harry Potter og Flammernes Pokal nævner Ron at hans bror Bill har penneven på skolen.

### Durmstrang
Durmstrang er en skole for magi, der første gang bliver nævnt i Flammernes Pokal. Skolen har, ligesom Beauxbatons, eksisteret i mere end 700 år, og var med den første gang Turneringen i Magisk Trekamp blev afholdt. Dumbledore velkommer eleverne som "vores venner fra nord". De har tykke pelsekåber og blodrøde gevandter. Navnene på eleverne tyder på, at det er russere og bulgarere. Desuden går Viktor Krum på Durmstrang i Flammernes Pokal, og han spiller for det bulgarske landshold i quidditch.
Durmstrang har ifølge Hermione et frygteligt ry, hvor eleverne lærer Mørk Magi. Mens andre skoler begrænser mængden af Mørk Magi i undervisningen lærer eleverne på Durmstrang rent faktisk at bruge den.
I Dødsregalierne bliver det afsløret at den onde troldmand Gellert Grindelwald gik på Durmstrang. Han mejslede også symbolet for Dødsregalierne ind i væggene på skolen. Selvom Mørk Magi indgår i undervisningsmaterialet er det tilsyneladende ikke tilladt at lave magiske eksperimenter eller udøve tortur. Det bliver begrænset til at studere dets teori. Grindelwald blev smidt ud af Durmstrang, fordi han udførte Mørk Magi på sine medstuderende.
Malfoy nævner, at der ikke er adgang for mugglerfødte på skolen. Ligesom Beauxbatons vil skolen helst forblive skjult for omverdenen, så ingen kan stjæle deres hemmeligheder.
Viktor Krum siger, at slottet ikke er så stort og komfortabelt som Hogwarts, der kun er 4 etager, og ilden i pejsene er kun til magibrug. Til gengæld er udendørsfaciliteterne meget større og han fortæller også, at de flyver over søerne og bjergene.

### Hogwarts
Hogwarts, egentligt Hogwarts Skole for Heksekunster og Troldmandsskab er en skole, som underviser hekse og troldmænd mellem 11 og 18 år fra Storbritannien. Størstedelen af handlingen i bøgerne finder sted på Hogwarts. Kun i Harry Potter og Dødsregalierne foregår den primære handling ikke her, selvom det sidste og afgørende slag bliver udkæmpet på Hogwarts.
Hogwarts fremstår som et stort gammelt slot med tårne og skydeskår på toppen af et bjerg. Det ligger omgivet af bjerge og på området findes også Den Forbudte Skov og den store sø. Tæt på Hogwarts ligger Hogsmeade, hvor elever fra tredje skoleår kan tage til i weekenden. På skolen bliver eleverne fordel på de fire kollegier Gryffindor, Hufflepuff, Ravenclaw og Slytherin. Sidstnævnte har et ry for at fostre mørke troldmænd, heriblandt Voldemort.

### Ilvermorny
Ilvermorny School of Witchcraft and Wizardry, forkortet Ilvermorny, er en amerikansk troldmandsskole. Den optrådte første gang i en korthistorie af J. K. Rowling på Pottermore d. 28. juni 2016, and its first onscreen mention was in Fantastiske skabninger og hvor de findes. Skolen blev grundlagt i 1600-tallet i Adams, Massachusetts på Mount Greylock, på det højeste sted i staten. Den er skjult for mugglere med besværgelser, der nogle gange får den til at ligne en sky, der omgiver bjergtoppen. Den er skabt på baggrund af Hogwarts, og den har derfor fire kollegier, som eleverne bliver indskrevet på ved ankomst.
Ilvermorny blev grundlagt af Isolt Sayre efter hun havde rejst fra Irland til Nordamerika på Mayflower i 1620, og hun navngav den efter den hytte, hvor hun blev født. Hun havde ikke selv muligheden for at gå på Hogwarts som barn, og opbyggede Ilvermorny efter, hvad hun havde hørt om Hogwarts. Hendes første elever var hendes egne børn, Chadwick og Webster Boot, der var adopterede.

### Uagadou
Uagadou er den ældste af adskillige troldmandsskoler i Afrika, og det er den største i verden. Dens adresse er "Månebjergene". De studerende får besked om, at de er blevet optaget via drømmebeskeder.

### Mahoutokoro
Mahoutokoro er den mindste troldmandsskole, og den ligger i Japan. De studerende bærer fortryllede uniformer, der bliver større med bæreren, og ændrer farve i takt med bærerens viden om magi, fra lyserød til guld.

## Diagonalstræde
Diagonalstræde er en brostensbelagt gågade i London. Man kommer ind til den via værtshuset Den Utætte Kedel, der er gemt for mugglere. Dog er det tilladt for mugglere at kommer derind, hvis de følges med deres mugglerfødte magiske barn. Hvis en heks eller troldmand har brug for noget, er der stor sandsynlighed for, at man kan finde det i Diagonalstræde.
Til fods kan man komme til Diagonalstræde ved at passere igennem Den Utætte Kedel. Værtshuset, der er usynlig for mugglere, ligger et sted i London ved Charing Cross Road mellem en boghandel og en pladebutik. For at komme ind til gaden skal man gå igennem Den Utætte kedel og ud i en lille baggård og slå på en mursten i væggen med sin tryllestav, som er tre sten op og to til siden, tre gange. Da virkeligt mange mennesker hverdag besøger Diagonalstræde bruger mange Spektral Transferens eller Susepulver til at kommer dertil.

### Apoteket
Apoteket i Diagonalstræde sælger eliksirer og ingredienser til samme. Butikken bliver beskrevet som fascinerende trods en meget ækel lugt af en blanding af rådne æg og rådden kål. Indenfor er der tønder med slimede ting på gulvet, glas med urter, tørrede rødder og forskellige slags pulver i klare farver på hylderne. Der er også bundter af fjer, hugtænder og klør på snor, og enhjørningehorn.
For 24 galleoner kan man får et forsølvet enhjørningehorn, og glitrende sort billeøjne sælges for 5 knut for en skefuld.

### Brødrene Weasleys Troldmandstricks
Brødrene Weasleys Troldmandstricks er en meget populær spøg og skæmt butik, der startede som en lille forretning drevet af Fred og George Weasley på Hogwarts i Flammernes Pokal. I løbet af sommeren i sjette bog åbnede dørene til butikken i Diagonalstræde nummer 93. Tvillingerne brugte Harrys gevinst fra Trekampsturneringen som startkapital. Butikken sælger spøg og skæmt artikler, pudsige gadgets og udstyr til Forsvar mod Mørkets kræfter.
Fred og George startede med at bruge navnet Brødrene Weasleys Troldmandstricks i Flammernes Pokal til deres lille postordrefirma, der solgte ting, som kunne hjælpe elever med at pjække fra timerne. At drive deres egen spøg og skæmt butik har altid været deres største ambition, og det bliver muligt da Harry giver dem sin gevinst på 1.000 galleoner fra Trekampsturneringen. Efter deres tidlige afgang fra Hogwarts i Fønixordenen åbner brødrene deres butik i Diagonalstræde, der hurtigt bliver en enorm succes.
I Halvblodsprinsen, hvor Harry besøger butikken for første gang, er den fyldt med Skulkeslikposer i bunker helt op til loftet, spande med trickstryllestave, kasser med specielle fjerpenne med diverse funktioner. I udstillingsvinduet er et stort udvalg af pink artefakter kaldet for Forførende Herreskønne Hekseprodukter. Disse inkluderer Kærlighedseliksirer, ti-sekunders bumsefjerne og Pygmæpuffel'er, der er et lille kæledyr med pink eller lilla pels. Ginny Weasley køber en i lilla, som hun kalder for Arnold.
Brødrene Weasleys Troldmandstricks sælger også mugglermagi, snydekedler og spiselige Mørkets Tegn. I bagenden af butikken er der et rum med de mere seriøse produkter til Forsvar mod Mørkets Kræfter, såsom Skjold-beklædning (troldmandshatte, kapper og handsker med en Protego-besværgelse), Espresso-mørkepulver fra Peru og Opmærksomhedsafledere. De ansatte i butikken bærer gevandter i farven magenta. En af de ansatte er en kvinde kaldet Verity, som kalder Fred og George "Hr. Weasley og Hr. Weasley". Der er også en lang line fra den ene ende til den anden ende af butikken med en lille dukke af Dolora Nidkjær på et-hjulet cykel der råber: Jeg vil have orden.
Brødrenes succes startede på Hogwarts hvor de havde en kasse med ordene Weasley & Weasley, i kassen havde de alle deres Skulkeslikposer/Skulkeslikpakker.

### Den Utætte Kedel
Den Utætte Kedel er et værtshus for troldmænd og hekse der ligger på mugglergaden Charing Cross Road i London. Her tilbydes mad og drikke samt værelser til leje. Stedet blev grundlagt af Daisy Dodderidge (1467-1555) i 1500 "for at fungere som porten mellem den ikke-magiske verden og Diagonalstræde." Stedet drives i dag af den tandløse Tom.
I stueplan er baren, et par mindre rum til samtaler og lignende, samt er et større rum til spisende gæster. Oven på er der et antal værelser til overnattende gæster. Harry har boet på værelse 11, hvor der er et talende spejl, samt et vindue med udsigt til Charing Cross Road. Folk overnatter ofte i Den Utætte Kedel, når de kommer til London på shoppingture; der nævnes ikke andre hoteller eller værtshuse i Diagonalstræde.
Værtshuset fungerer som en port til Diagonalstræde fra det ikke-magiske London for enten mugglerfødte eller deres forældre (som ikke har nogen ide om den magiske verden, og derfor hvordan man kommer ind på Diagonalstræde, før de får brevet fra Hogwarts). Bagenden af værtshuset åbner ud til en lille lukket baggård hvor man med sin tryllestav skal slå tre gange på en mursten (som findes ved at tælle tre sten op og to til siden), hvorefter murstenene går til side og afslører indgangen til Diagonalstræde.
Rowling har afsløret at Hannah Abbott bliver krovært på Den Utætte Kedel og bor oven på i værtshuset med sin mand Neville Longbottom, som underviser i botanik på Hogwarts.

### Det Magiske Manegeri
Det Magiske Manegeri er en magisk dyrehandel i Diagonalstræde. Udover at sælge dyr, tilbydes også diverse ting til pasning og pleje af de magiske dyr. Butikken er meget rodet, larmende og lugtende da hver eneste centimeter væg- og gulvplads er dækket med bure med forskellige dyr. Blandt dyrene i Det Magiske Manegeri er enorme lilla tudser, ildkrabber, giftige orange snegle, en fed hvid kanin, der kan forvandle sig til en høj hat og tilbage igen, katte i alle farver, ravne og et bur med store muskuløse sorte rotter, der sjipper med deres haler.
Da Harry, Ron og Hermione besøger butikken i Fangen fra Azkaban er der en heks med briller der hjælper dem. Ron køber en Rotte-tonic til sin rotte Scabbers, mens Hermione køber sig en kat, Skævben. Skævben havde tilsyneladende været der i evigheder, fordi der ikke var nogen der gad købe ham, og han ofte lavede kaos i butikken.

### Eeylops Uglevarehus
Eeylops Uglevarehus eller Eeylops Uglecenter (den danske oversættelse veksler lidt) sælger ugler og tilbehør til samme. Indenfor er der mørkt og fyldt med bløde skrig, skratten fra klør, basken fra vinger og blinken juvelklare øjne. Der bliver bl.a. solgt hornugler, kirkeugler, sneugler og slørugler. Det er her Hagrid køber Harrys sneugle Hedvig i De Vises Sten.

### Floridors Iscafe
Floridors Iscafe bliver bestyret af Floridor Fortescue (grundlægger og ejer) og sælger is og isdesserter, som kan nydes ved de udendørs borde. Harry bruger mange muntre timer her, mens han arbejder på opgaver i sin sommerferie før sit tredje år. Hr. Fortescue selv hjælper ham med en af hans stile om middelalderens hekseafbrændinger og forsyner Harry med gratis is hver halve time. I Halvblodsprinsen er butikken lukket og Fortescue er forsvundet. Rowling har efterfølgende bekræftet, at Floridor (på engelsk Florean) blev myrdet.

### Flourish & Blotts
Flourish & Blotts er en stor boghandel, der ligger i Diagonalstræde. De har et stort udvalg af magi-relaterede bøger, inklusive tekstbøger til Hogwarts studerende samt andre bøger om magiske emner. Bagest i butikken er et hjørne udelukkende med bøger om spådom, som inkluderer et lille bord, hvor der ligger stakke med bøger med titler som: Forudsig det uforudsigelige: Forholdsregler mod chok og pludselige uheld – når næste sekund truer. Et andet bor har bogen Dødsvarsler – hvad kan du gøre, når du ved, at det værste vil ske.
Normalt er der guldindbundne tryllebøger i udstillingsvinduet, men i Fangen fra Azkaban indeholder det i stedet et stort jernbur, hvori der er flere hundrede af eksemplarer Den Monstrøse Monsterbog. For at håndtere de aggressive bøger, som Hagrid har sørget for tredjeårseleverne på Hogwarts skal have i Magiske Dyrs Pasning og Pleje, bruger indehaveren af butikken tykke handsker og en knortekæp. Indehaveren siger, at han troede, han havde set det værste, da de bestilte to hundrede kopier af Den usynlige usynlighedsbog. De kostede en formue, og de kunne ikke finde dem.
I Hemmelighedernes Kammer signerer den berømte forfatter Glitterik Smørhår sin selvbiografi Magiske Mig fra 12:30-16:30, den dag Harry skal købe sine bøger. Signeringen har tiltrukket en enorm mængde fans (mest midaldrende hekse). Det er også her Lucius Malfoy lister Romeo Gådes dagbog ned i Ginnys gamle Forvandlingsbog, hvilket er starten på begivenhederne i Hemmelighedernes Kammer.

### Gringotts
Gringotts er den eneste kendte troldmandsbank i den magiske verden, og den bliver drevet af nisser. Det er en snehvid marmorbygning der ligger nær ved krydset mellem Tusmørkegyde og Diagonalstræde. Bygningen er langt større end de omkringliggende butikker. Kunderne kommer ind igennem to enorme blankpolerede bronzedøre og derefter to sølvdøre, hvorefter man kommer ind i forhallen, hvor et stort antal skranker er placeret. Under banken er alle bankboksene, hvor hekse og troldmænd gemmer deres penge og andre værdigenstande. Boksene er beskyttet af en lang række komplekse besværgelser og en drage. Det enorme antal underjordiske gange strækker sig langt ud, derfor er der lagt skinner ud, og der bruges små togvogne, der i halsbrækkende fart kører folk rundt fra boks til boks. Banken tilbyder også at veksle mugglerpenge til troldmandspenge.
Da Harry første gang besøger Gringotts, fortæller Hagrid ham, at man skal være gal for at forsøge at bryde ind i banken. Nisser er ekstremt grådige og vil beskytte deres penge og værdier for enhver pris, hvilket gør dem til ideelle vogtere af værdierne i den magiske verden. Derudover er Gringotts det sikreste sted i verden (næstefter Hogwarts), hvis man vil gemme noget et sted. Der er flere forskellige måder at åbne en boks på. De fleste bokse har, som Harrys, en lille gylden nøgle. Bokse med højere sikkerhed har forskellige besværgelser på døren. F.eks. skal den dør ved boks 713 have en nisse til at berøre den. Hvis ikke det er en nisse der gør det, vil personen blive suget ind i boksen, og været fanget derinde indtil nogle kommer og tjekker om der skulle være nogen tyve i boksen. Det sker ca. hvert 10. år. Bokse, der kræver ekstremt høj sikkerhed, bliver også vogtet af drager, og de findes allerdybest nede i banken.
Boks 713 indeholdt en lille pakke i brunt papir, som indeholdt De Vises Sten. Dumbledore sendte Hagrid af sted for at hente pakken, mens han eskorterede Harry. Senere den samme dag bryder Professor Quirrell ind i boksen efter Voldemorts ordre. Selvom det ikke lykkedes ham at få fat i Stenen, ryster indbruddet alligevel det magiske samfund, da det praktisk talt er uhørt at nogen slipper godt fra at bryde ind i Gringotts. I Dødsregalierne bliver Harry, Ron og Hermione hjulpet af Griphook til at bryde ind i Bellatrix Lestranges boks, som indeholder en af Voldemorts horcruxer (Hufflepuffs kop). Da de kommer ind i boksen, der er fyldt med alle mulige slags skatte, finder de dog ud af, at det hele er forhekset, så hvad end man rører skaber en kopi af sig selv og bliver rødglødende. Trioen flygter med Horcruxen ved at befri en halvblind drage, der er en del af sikkerhedsforanstaltningerne, og kravle op på dens ryg. Scenen hvor de åbner boksen og bliver begravet i rødglødende skatte er illustreret på forsiden af den engelske (børneudgaven), den amerikanske deluxe version og hollandske version af bogen.
Selvom Gringotts stort set kun har nisser som ansatte, deriblandt Griphook og Ragnok, ansætter de også mennesker. Dog ikke til bank og regnskabsførelse. Bill Weasley arbejdede for Gringotts i Egypten som valutahandler samt med at skaffe artefakter fra oldtidens grave og pyramider i Egypten. Fleur Delacour tog et deltidsjob i Gringotts efter at have deltaget i Turneringen i Magisk Trekamp, tilsyneladende for at forbedre sine engelskkundskaber. Troldmandsvagter bliver nævnt i Dødsregalierne ved indbruddet.

### Kvalitetsudstyr til Quidditch
Kvalitetsudstyr til Quidditch sælger kosteskafter og quidditch-relaterede effekter. Butikkens udstillingsvindue har en tendens til specielt at tiltrække unge kunder, der klistrer til vinduet, for at se på kostene og andet merchandise. De to mest berømte ting der har været udstillet er en Nimbus 2000 og en Prestissimo, som Harry begge kommer til at eje. Han bruger sommeren inden sit tredje skoleår på at kaste længselsfulde blikke efter den splinternye Prestissimo racerkost i vinduet. Prisen på kosten bliver kun givet ved bestilling, og da Harry aldrig spørger, er prisen uvist. Ron havde tidligere ønsket sig et sæt gevandter i Chudley-kanonholdets farver, der er hans yndlings quidditchhold, som han havde set i butikken.

### Madame Malkin
Madame Malkin – Kapper til Enhver Lejlighed er en skrædder, der ligger ved siden af boghandlen Fourish & Blotts i Diagonalstræde. Her sælges alle slags gevandter, kapper og andet slags beklædning, heriblandt de obligatoriske sorte gevandter og festgevandter som Hogwartsstuderende skal have. Madam Malkin selv er en lavstammet smilende heks, der er klædt i lilla første gang Harry møder hende..
Harry møder Draco to gange i Madam Malkins. Den første gang er det Harrys første møde med en troldmand på sin egen alder. Harry bliver forvirret over de spørgsmål, som Draco stiller, fordi han endnu ikke kender så meget til den magiske verden. Det andet møde sker lige inden Harry skal starte på sit sjette år på Hogwarts. Det er ganske ubehageligt og eskalerer hurtigt til noget, der er lige ved at blive en duel, inden Draco og hans mor forlader butikken i afsky over at Hermione (som er mugglerfødt) vil handle der.

### Ollivanders
Ollivanders er en fin tryllesstavsbutik, der bliver beskrevet som smal og dunkel. På skiltet står der Ollivanders: leverandør af fine tryllestave siden 382 fvt. med guldbogstaver henover døren. Det eneste der er at finde i udstillingsvinduet er en enkelt tryllestav, der ligger på en falmet lilla pude i det støvede vindue. Indenfor er der et enormt antal tynde æsker, der er lagt i sirlige bunker, som når helt op til loftet samt en vakkelvorn stol (som Hagrid ødelægger da han sætter sig på den).
Hr. Ollivander, den gamle mand med sølvfarvede øjne driver butikken og producerer selv sine tryllestave. De er lavet af træ og har en magisk kerne som f.eks. enhjørningshår, dragehjertebånd og fønixfjer. Han bruger aldrig Williehår, da de giver en for temperamentsfuld stav. Han sælger sine tryllestave til hekse og troldmænd, der enten skal starte på Hogwarts eller har knækket deres gamle stav. Hr. Ollivander selv siger: "Jeg husker hver eneste tryllestav jeg har solgt". For at bestemme hvilken tryllestav der er den bedst egnede for en heks eller troldmand, måler Hr. Ollivander et større antal kropsdele (inklusiv afstanden mellem Harrys næsebor), og derefter lader han kunden afprøve de forskellige tryllestave, for at se reaktionen. Han siger, at tryllestaven vælger sin troldmand mere end det omvendte er tilfældet.
I Halvblodsprinsen lukker Ollivanders efter at Hr. Ollivander er blevet kidnappet af Dødsgardisterne. Voldemort har beordret bortførelsen, da han vil finde ud af mere om linket mellem hans egen og Harrys tryllestav. En af Ollivanders sidste kunder er Neville, der køber en tryllestav i kirsebær med et hår fra en enhjørning. Det lykkes Harry at befri Hr. Ollivander fra Dødsgardisterne i Dødsregalierne.

### Profettidendeskontor
Profettidende har et kontor i Diagonalstræde, da det nævnes at "breve til redaktøren skal sendes med ugle til Profettidende, Diagonalstræde, London".
Kontoret er kort med i den første film, hvor deres skilt ses, mens Harry står og overvejer, hvor han skal få en tryllestav.

### Twilform og Laps
Twilform og Laps – Kapper til kvalitetsbeviste troldmænd og hekse er en skrædder som bliver nævnt i Halvblodsprinsen Narcissa Malfoy siger, at hun hellere vil handle der, end i Madam Malkin, hvor Harry, Ron og i særdeleshed Hermione handler.

## Hogsmeade
Hogsmeade er den eneste rendyrkede troldmandsby i hele Storbritannien, og den ligger nordvest for Hogwarts for foden af et bjerg. Den blev grundlagt i middelalderen af troldmanden Hengist af Woodcroft. Elever fra Hogwarts kan fra deres tredje år besøge byen i særlige Hogsmeadeweekender, såfremt de har en skriftlig tilladelse fra deres forældre eller værge. De bruger hovedsageligt deres tid på hovedgaden i de mange gammeldags butikker og stråtækte huse med troldmandseffekter, på værtshuset De Tre Koste og af og til omkring Det Hylende Hus. Husene i byen er små stråtækte bondehuse, og indbyggerne har generelt et godt forhold til eleverne fra Hogwarts.
Hogsmeade var først med i Fangen fra Azkaban og har siden været med i Fønixordenen og Halvblodsprinsen. Alle tre gange har byen været dækket af et tykt lag sne.

### De Tre Koste
De Tre Koste er et velkendt og populært værtshus i byen Hogsmeade, der ligger på hovedgaden. Det er kendt for dets lækre ingefærøl og den smukke ejer af stedet: Madam Rosmerta, som bor oven på krostuen. Det er et yndet mål for Hogwartsstuderende, når de er på tur til byen. Det er ramme om en del vigtige begivenheder i serien som f.eks. Harrys interview med Rita Rivejern på hans femte år. Det er også her at Harry hører, at Sirius er hans gudfar.

### Det Glade Vildsvin
Det Glade Vildsvin er det andet værtshus i Hogsmeade. Det ligger på en sidegade der er mere mørkt end De Tre Koste. Derfor tiltrækker det også et anderledes klientel, og mange af kunderne skjuler deres ansigter.På skiltet uden for er et vildsvinehoved på en dug. Det er et lille, lurvet og meget beskidt sted med en gennemtrængende lugt af ged. Vinduerne er så beskidte, at det er svært at se ud igennem dem og kun ganske lidt lys kommer ind i rummet. I gadeplan er der ét rum, der fungerer som udskænkningsstue, og ovenpå er et antal værelser man kan leje.
Kroværten er Aberforth Dumbledore, der er Albus Dumbledores bror. Ifølge Dumbledore selv: "det er et sted, hvor man aldrig skal føle sig sikker på ikke at blive aflyttet".
Trods det blakkede ry er Det Glade Vildsvin ramme om flere vigtige begivenheder i løbet af serien. Nogle få måneder inden Harry blev født, fremsagde Sibyll Trelawney spådommen om Voldemort og Harry under en jobsamtale med Dumbledore. Snape lyttede ved døren og hørte den første del af profetien, som han viderebragte til Voldemort, hvilket førte til James' og Lilys død. Hagrid vinder sit illegale drageæg på kroen i et spil mod en af Voldemorts støtter i De Vises Sten. I Fønixordenen bliver det første møde i D.A. holdt på værtshuset. Det fungerer desuden som flugtvej for de børn, der er mindreårige og skal evakueres inden Slaget om Hogwarts. De bliver sendt ind i Fornødenhedsrummet, hvor der er en passage til Det Glade Vildsvin. De tilbageværende medlemmer af Fønixordenen samt Dumbledores Armé samles her inden det afgørende slag mod Voldemort og hans dødsgardister. Det er også et vigtigt sted for magiens historie, da stedet var hovedkvarteret for nisserebellerne i 1612.

### Det Hylende Hus
Det Hylende Hus ligger i udkanten af Hogsmeade og er "den mest hjemsøgte bygning i landet". Selv i dagslys virker det temmelig uhyggeligt med tilskoddede vinduer og en tilgroet have. Huset er forbundet med en underjordisk tunnel til Hogwarts. Huset blev brugt til Remus Lupus når han blev forvandlet til en varulv, således at han kunne gemme sig der, og ikke gøre skade på nogen under sin forvandling. Landsbyboerne hørte lydene og troede, at det var aggressive ånder. Rygtet fik huset til at blive kendt som det mest hjemsøgte hus i Storbritannien, godt hjulpet på vej af Dumbledore.
I Fangen fra Azkaban er huset ramme om det dramatiske klimaks i bogen, da Sirius vender tilbage til skolen. Han fanger Ron, og slæber ham og Scabbers ind i huset for at dræbe Scabbers. Det bliver afsløret at Scabbers i virkeligheden er en Animagus ved navn Peter Pettigrew, en tidligere ven af Sirius Black, som forrådte Familien Potter, hvilket Sirius Black blev beskyldt for. I Dødsregalierne bliver Snape dræbt af Voldemorts slange Nagini i det Hylende Hus.

### Gladelase Troldmandstøj
Gladelase Troldmandstøj er en tøjbutik på hovedgaden. Der har afdelinger i London og Paris. Butikken er fyldt med besynderlige beklædningsgenstande og har tilsyneladende specialiseret sig i anderledes og underlige sokker. Harry køber et par sokker, der skriger, når de bliver for sure, til Dobby i Flammernes Pokal.

### Bål & Brand
Bål & Brand, Magiske Instrumenter og Anordninger er en, ifølge Percy, fantastisk butik. Her sælges og repareres magisk udstyr. Butikken ligger i slutningen af hovedgaden i Hogsmeade. Den danske oversættelse bruger senere det oprindelige engelske navn Dervish & Banges.

### Hogsmeade Station
Hogsmeade Station er den jernbanestation, der ligger tættest på Hogwarts. Det er her Hogwartsekspressen kører til og fra når eleverne skal starte på skoleåret. Ifølge Rowling ligger stationen ikke i selve byen, men på den anden side af søen.
I filmene bliver Goathland jernbanestation brugt som Hogsmeade Station. Den blev bygget tilbage i 1865 og er stort set ikke ændret siden da.

### Kandisbaronen
Kandisbaronen er en af de mest berømte slikbutikker i den magiske verden. Den sælger troldmandsslik i alle afskygninger bl.a. Chokoladeugler (Chokoladefrøer/Platugler), Svirrende Virrefiduser, Tandrensende Perbermyntestænger, Lakridstryllestave, Berties Multismagsbønner, Ismus, Gelesnegle, Syrepropper og skrøbelige Sukkerpenne.
Butikken er specielt kendt for deres helt specielle karameller. De sælger også cremede stykker med nougat, skrigende pink kokosnødis, fede honningfarvede karameller og hundredvis af forskellige slags chokolade. Kandisbaronen er også kendt under navnet Sukkerbaronen.
Ejeren, Ambrosius Flume og hans kone, bor oven på butikken. I kælderen, hvor der er lager, er der en lem i gulvet, der dækker over en hemmelig udgang fra Hogwarts. Passagen leder til den enøjede heks på tredje sal på slottet. Harry bruger denne passage, da han tager til Hogsmeade på et illegalt besøg i Fangen fra Azkaban.

### Madam Nuttetrut
Madam Nuttetrut er en tesalon, der ligger på en lille sidegade i Hogsmeade. Stedet er meget populært for kærestepar fra Hogwarts. På Valentinsdag er der pyntet med sløjfer og blonder, og der bliver kastet pink konfetti ned over folk, når de kommer ind. Madam Nuttetrut selv er en kraftig dame med skinnende sort hår, som sidder i en knude i nakken. Harry brugte Valentinsdag sammen med Cho Chang i Fønixordenen.

### Skrivenskafts Fjerpennebutik
Skrivenskafts Fjerpennebutik er en lille butik, hvor man kan købe alt man har brug for af skriveudstyr. Her sælges fjerpenne, blæk, pergament, konvolutter, segl og lignende. I vinduet er udstillet flotte fasanfjerpenne.

### Zonkos Spøg & Skæmt
Zonkos Spøg & Skæmt er en spøg og skæmt-butik, hvor man kan købe trickting og snydesager. Ifølge Percy er den "direkte farlig at træde ind i". Fred og George havde overvejet at købe den, men opgiver det, da det bliver forbudt for Hogwarts' elever at besøge Hogsmeade som følge af den ekstra sikkerhed efter Voldemorts genfødsel. Derved mener de ikke, at der er noget kundegrundlag i Hogsmeade.

## Offentlige bygninger

### Azkaban
Azkaban er et troldmandsfængsel, som første gang bliver nævnt i Harry Potter og Hemmelighedernes Kammer. Troldmænd, der har brudt loven i den magiske verden, bliver sendt herhen. Kun ét lignende fængsel kendes, nemlig Nurmengard. Det ligger på en lille ø langt ude i havet, og i Halvblodsprinsen oplyses det, at det ligger midten af Nordsøen. Sirius Black nævner, at da han (som hund) svømmede fra Azkaban til England rejste han nordpå for at nå til Hogwarts. Dette betyder at fængslet må ligge længere sydpå end Hogwarts, som ligger i Skotland.
Generelt er det kun særligt grove forbrydelser, der ender med et fængselsophold i Azkaban. Mange af fangerne var Voldemorts støtter, selvom visse misforståelse har resulteret i, at andre er endt der. Hagrid blev sendt dertil på Harrys andet skoleår for en forbrydelse, han ikke havde begået. Ved at udføre en hvilken som helst af de Utilgivelige Forbandelser på et andet menneske, får man en livstidsdom i Azkaban. Dog har flere personer udført en eller flere af forbandelserne uden at komme i Azkaban.
Andre forbrydelser giver også en fængselsdom i Azkaban, som f.eks. at angribe Ministeriet for Magi (som Dødsgardisterne gør det i Fønixordenen), at være en uregistreret Animagus eller at lave en Inferi.
Azkaban har et ry for at være et ondt sted fyldt med frygt. I starten af serien bliver fangerne vogtet af Dementorer, som arbejder for Ministeriet. Det store antal Dementorer gør det umuligt for fangernes at føle glæde, og tvinger dem til at erindre deres værste minder. Med tiden bliver de mere og mere hjælpeløse og mange bliver sindssyge. Ifølge Sirius holder mange indsatte op med at spise for til sidst at dø af sult. Da Dementorer er utroligt svære blot at såre – den eneste måde at bekæmpe dem på er med Patronusbesværgelsen – har det længe været antaget umuligt at flygte fra Azkaban, indtil det lykkes Sirius flygte i Fangen fra Azkaban. Det er også lykkedes Bartimeus Ferm Jr. at flygte med hjælp fra sine forældre, men dette er ikke blevet opdaget. Albus Dumbledore hævder dog, at han kunne bryde ud af Azkaban, hvis han ville.
I Fønixordenen flygter ti af Voldemorts mest loyale og farligste støtter, inklusive Bellatrix Lestrange. Dumbledore var altid imod at lade Dementorer vogte Voldemorts største tilhængere, da de ville have mest at vinde ved at lade Voldemort komme til magten. Det viser sig at han har ret, da Dementorerne forlader deres poster på Azkaban og slutter sig til Voldemort. Fængslet bliver stadig brugt, men er stærkt svækket som følge af udbruddet. I starten af Dødsregalierne har der været endnu en stor fangeflugt fra Azkaban, og endnu flere Dødsgardister er flygtet. Da Voldemort overtager Ministeriet for Magi, bliver mange politiske fanger sendt til Azkaban; deriblandt Xenophilius Lovegood og mugglerfødte. Alle disse ofre bliver løsladt efter Voldemorts fald.
Efter Voldemorts nederlag sørger den nye minister Kingo Sjækelbolt for, at Dementorer ikke længere er på Azkaban, da de altid har været et symbol for en underliggende korruption i Ministeret.
Af navngivne fanger, som har siddet i Azkaban kendes følgende: Antonin Dolohov, Augustus Rookwood, Barty Ferm Junior, Bellatrix Black Lestrange, Crabbe, Crispin Cronk, Igor Karkaroff, Jugson, Lucius Malfoy, Marvolo Barsk, Morfin Barsk, Mulciber, Mundungus Fletcher, Nott, Rabastan Lestrange, Rodolphus Lestrange, Rubeus Hagrid, Sirius Black, Stan Stabejs, Sturgis Podmore, Walden Macnair og Wilkes.

### Ministeriet for Magi
Ministeriet for Magi er en pendant til statsministeriet. Første gang ministeriet optræder er Cornelius Fudge minister for magi, der er det højeste embede man kan bestride i ministeriet.
Ministeriet har til opgave at varetage den magiske verdens ve og vel, og deres vigtigste opgave er, at sørge for at almindelige mennesker (mugglere) ikke blive klar over eksistensen af den magiske verden. Derfor er der oprettet en lang række afdelinger, der på forskellig vis forsøger at hemmeligholde magi for mugglere. Derudover er der også afdelinger for mere almindelige ting, med undtagelse af, at det hele er magisk.

### Perron 9¾
Turen med Hogwartsekspressen starter på King's Cross Station perron 9¾, som er usynlig for mugglere. Man kommer ind på perronen ved at gå lige igennem væggen mellem perron 9 og perron 10.
Efter at have udgivet bøgerne opdagede Rowling, at hun havde forvekslet udseendet på King's Cross med Euston station og at hun ikke havde ment, at hendes magiske perron skulle være imellem perron 9 og 10 på King's Cross. Der er ingen perron mellem spor 9 og 10 på King's Cross. For at løse dette problem brugte man perron 4 og 5 til indspilningen af filmene. I den virkelige verden er perron 9 og 10 splittet af togskinner på både King's Cross og Euston.
Måske ved et tilfælde er der en legende der fortæller at dronning Boudica kæmpede sit sidste slag nær King's Cross Station, og hun skulle være begravet et sted mellem perron 9 og 10.
I dag har King's Cross stadig ingen perron 9¾, men der er dog perron 9a og perron 9b. En sekundær bygning, der indeholder perronerne 9 til 11, har fået et skilt med "Perron 9¾" op at hænge inklusive en bagagevogn, der er "fanget" halvvejs igennem væggen.

### Skt. Mungos Hospital
Skt. Mungos Hospital for Magiske Kvæstelser, i daglig tale bare Skt. Mungo's, er et hospital i Harry Potters univers. Læger på steder bliver kaldt for healere og går i limegrønne gevandter. Det blev grundlagt af en berømt healer ved navn Mungo Bonham og ligger i London. Det blev etableret for at behandle magiske skader eller sygdomme i den magiske verden. For at komme ind skal man gå igennem vinduet til, hvad der ligner et gammelt varehus ved navn Skrub & Skur A/S. Det er en rød murstensbygning der er meget beskidt og lurvet, hvilket er en total modsætning til interiøret. Indendørs er alt meget pænt og velholdt og ser ud præcis, som et hospital skal gøre. Der er fem etager i bygningen. Logoet for hospitalet er en tryllestav og en knogle der er korslagt. Arthur Weasley bliver indlagt på hospitalet da han blev angrebet af Voldemorts slange Nagini i Ministeriet. Minerva McGonagall kommer også på Skt. Mungo's efter at være blevet ramt af indtil flere Lammer-besværgelser på samme tid, da hun forsøger at forsvare Hagrid. Da Harry besøger Hr. Weasley, møder han sin klassekammerat Neville, som er derinde med sin bedstemor Augusta Longbottom for at besøge sine forældre. De ligger på en lukket afdeling for Ubrydelige fortryllelser, forheksninger, fejlanvendte trylleformularer etc.. De er blevet tortureret af en gruppe Dødsgardister. På samme stue ligger den tidligere lærer i Forsvar mod Mørkets Kræfter professor Glitterik Smørhår, der stadig ikke er kommet sig efter den forglemmelsesbesværgelse, der blev sendt tilbage mod ham i Hemmelighedernes Kammer. I Flammernes Pokal bliver det nævnt at Lucius Malfoy har doneret et større beløb til hospitalet.
| Afdeling                               | Etage        | Beskrivelse                                                                 |
| -------------------------------------- | ------------ | --------------------------------------------------------------------------- |
| Artefaktulykker                        | Stuen        | Kedeleksplosioner, knuste koste, defekte tryllestave, etc.                  |
| Skader forårsaget af dyr               | Første etage | Bid, stik, brandsår etc.                                                    |
| Troldomsbaciller                       | Anden etage  | Smitsomme sygdomme                                                          |
| Eleksir- og urteforgiftning            | Tredje etage | Hudirritation, sure opstød, ukontrollerbart fniseri etc.                    |
| Forheksningsskader                     | Fjerde etage | Ubrydelige fortryllelser, forheksninger, fejlanvendte trylleformularer etc. |
| Cafeteria/hospitalsbutik for besøgende | Femte etage  | - Café for besøgende og butik.                                              |

## Mørke lokationer

### Nurmengard
Nurmengard er et fængsel, som den onde troldmand Gellert Grindelwald har lavet til at holde sine fjender og mugglere fanget i. Indgangen til fængslet har symbolet for Dødsregalierne indgraveret samt teksten "I en højere sags tjeneste". Efter Dumbledore besejrede Grindelwald i 1945, blev fangerne løsladt, og Grindelwald selv blev indsat i den mest topsikrede celle. Nurmengard bliver først nævnt i den sidste bog, hvor Voldemort rejser dertil, for at udspørge Grindelwald om information om Oldstaven. Da han nægter at give ham nogle oplysninger, dræber Voldemort ham i cellen.

### Tusmørkegyde
Tusmørkegyde er en sidegade til Diagonalstræde. Det er en mørk gyde, der leder væk fra den lyse venlige Diagonalstræde. Mørke troldmænd og hekse handler her og driver lyssky forretninger. Flere butikker forhandler udelukkende onde og mørke objekter. Den største er Borgin & Burkes, der forhandler mange mystiske aggregater. Der forhandles også fingernegle, giftige stearinlys og kødædende snegle i gyden.

#### Borgin & Burkes
Borgin & Burkes er den største butik for sortkunst i Tusmørkegyden. Her forhandles en lang række mere eller mindre mørke objekter. Vi hører om følgende ting: blodplettede spillekort, den forbandede opalhalskæde, som næsten dræber Katie Bell i Harry Potter og Halvblodsprinsen, et stirrende glasøje, menneskeknogler, en ondt udseende maske, skrumpehoveder, diverse spidse rustne instrumenter, Den Hjælpende Hånd og Forsvindingskabinettet.
Den ene af indehaverne, Borgin, er en krumrygget gammel mand, mens man ikke hører om Burkes.
Første gang man hører om butikken er, da Harry i Hemmelighedernes Kammer ved en fejl ender i den, da han med Susepulver forsøger at komme til Diagonalstræde. Her ser han Draco Malfoy og hans far Lucius, som kommer for at handle. I Halvblodsprinsen følger Harry, Ron og Hermione efter Draco, da han lusker derind. De står uden for og forsøger at høre, med forlængelige ører, hvad, der sker derinde.
Butikken spiller en afgørende rolle i angrebet på Hogwarts i Halvblodsprinsen, da det ene forsvindingskabinet står i Borgin & Burkes, og det andet er på Hogwarts. På den måde kan Dødsgardisterne komme uden om de mange sikkerhedsforanstaltninger, der er på Hogwarts.

## Andre steder
- Hermelinbakken, her er den transitnøgle, som er tættest på Vindelhuset og kan føre folk til Verdensmesterskaberne i quidditch i Flammernes Pokal. Bakken ligger bag St. Odderby.[89][90]
- Railview Hotel i Cokeworth, er et hotel, som familien Dursley og Harry sover på, da de prøver at flygte fra de mange breve Harry får tilsendt i De Vises Sten.[91]
- Salem Hekseinstitut er et amerikansk institut for hekse beliggende i Salem. Harry passerer gennem deres teltlejr under Verdensmesterskaberne i quidditch i Flammernes Pokal. Deres baldakin er i de amerikanske nationalfarver og har påskriften "Salem Hekseinstitut".[92]
- Skt. Brutus Sikringsanstalt for Håbløse Kriminelle Mindreårige, er den anstalt som familien Dursley fortæller folk, at Harry er blevet anbragt på, efter han er startet på Hogwarts.[93][94]
- Smeltings, Vernon Dursleys gamle privatskole, hvor Dudley begynder at gå.[95][96]
- St. Odderby, er den landsby som familien Weasley bor lidt udenfor.[97][89]
- Stonewall High, den lokale kommuneskole, hvor Harry og hans fætter Dudley går i begyndelsen af De Vises Sten.[98]

### Steder brugt i filmene
Disse steder bliver brugt af Warner Bros. som kulisser til Harry Potter-filmene.
- Australia House, The Strand (en gade i London) (Gringott's Bank)
- Alnwick Castle, Northumberland (Udendørsscener på Hogwarts)[99]
- Bodleian Bibliotek, Oxford (Hogwarts interiør)
- Christ Church, Oxford (Hogwarts interiør)
- Det skotske højland, Skotland (udendørsscener i Fangen fra Azkaban og Halvblodsprinsen)
- Durham Katedral (Hogwarts interiør)
- Gloucester Katedral (korridorer på Hogwarts)
- Goathland jernbane station, Yorkshire (Hogsmeade Station)
- King's Cross Station, London (interiør på King's Cross)
- Lacock Abbey, Wiltshire (Hogwarts interiør)
- Leadenhall Market, London (Diagonalstræde)
- London Zoo (Reptilhuset i De Vises Sten)
- Martins Heron, Berkshire (Ligustervænget)
- Pembrokeshire, Wales (Shell Cottage)
- St Pancras Station, London (udendørsscener med King's Cross)